# Лаппхюттан
60°4′32.52″ пн. ш. 16°4′14.76″ сх. д. / 60.0757000° пн. ш. 16.0707667° сх. д.

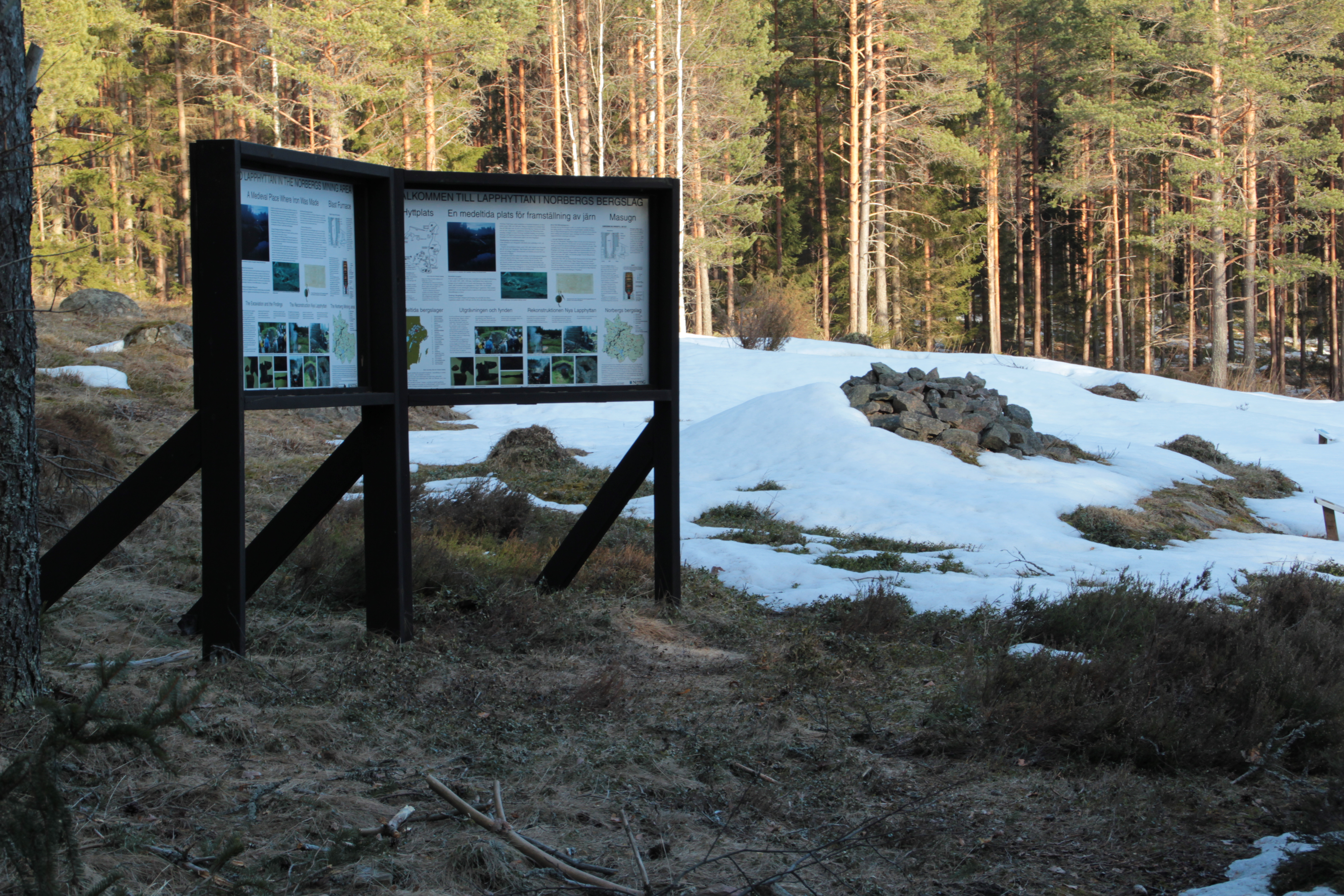
Інформаційний стенд біля місця проведення розкопок.

Ескіз із залишків доменної печі.

Лаппхюттан (швед. Lapphyttan) – місцевість біля комуни  Нурберг лену  Вестманланд у Швеції, де під час археологічних розкопок було знайдено і  у 1978 - 1983 роках досліджено рештки залізоробного комплексу XII століття з доменною піччю, яка дослідниками датується 1150 роком і відтак де-якими істориками вважається найдавнішою відомою доменною піччю в світі.   
Назва місцевості не є середньовічною, вона виникла, імовірно, у 1700-х роках.   

## “Новий Лаппхюттан”

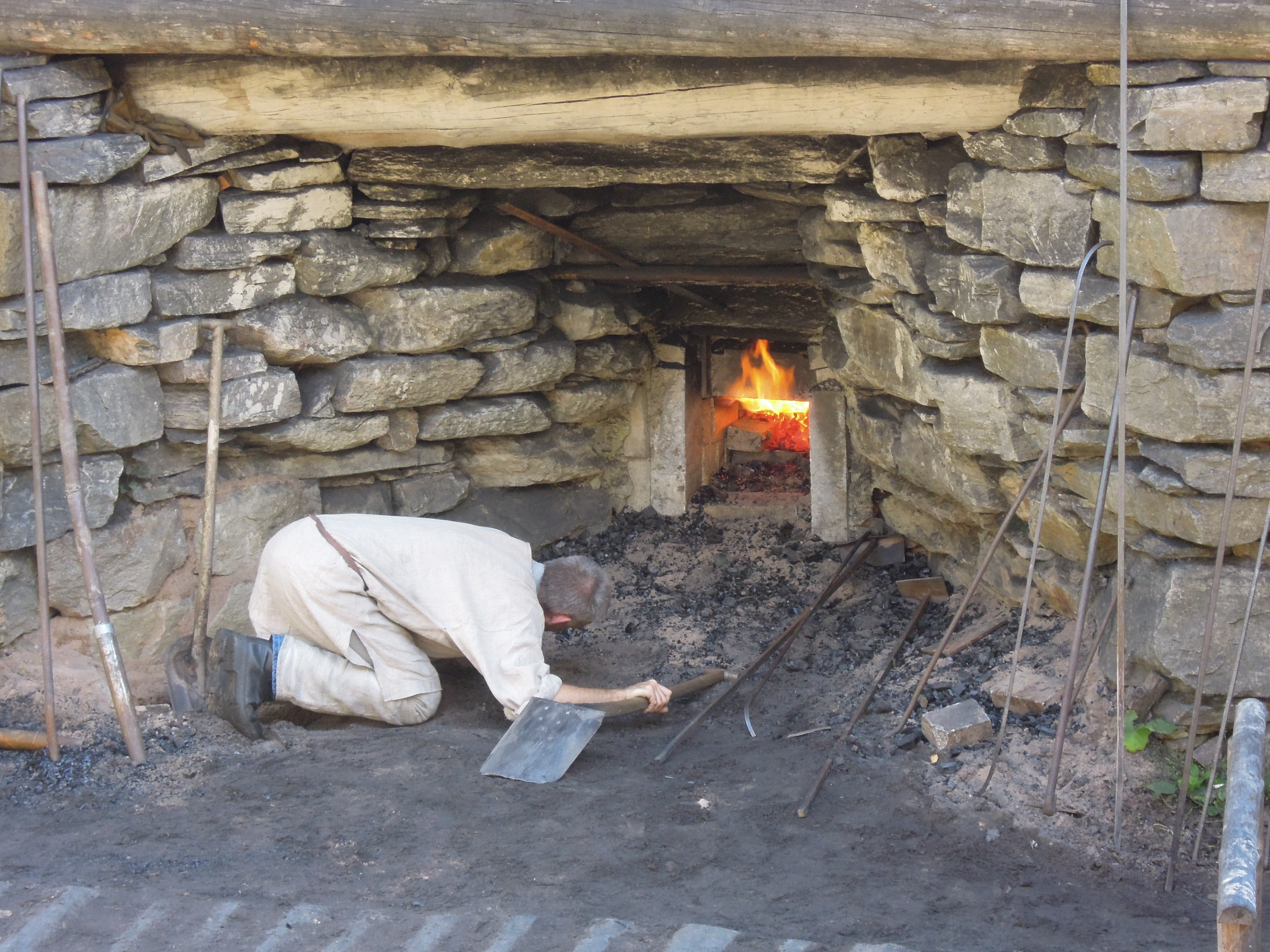
Біля горна домни середньовічної конструкції (сучасна реконструкція) у "Новому Лаппхюттані".

Біля Лаппхюттану побудовано музей просто неба “Новий Лаппхюттан” –  Nya Lapphyttan,   що являє собою реконструкцію середньовічної залізоробної мануфактури з доменною піччю. Це одночасно музей і лабораторія. Відвідувачі комплексу можуть побачити весь процес виробництва заліза – від отримання чавуну з руди у домні середньовічної конструкції до преробки чавуну на ковке залізо у кричному горні. 

## Зовнішні посилання
- Лаппхютан  [Архівовано 25 травня 2014 у Wayback Machine.] на сайті Правління національних пам’яток Швеції.  [Архівовано 1 липня 2016 у Wayback Machine.]